# Eduard Nápravník

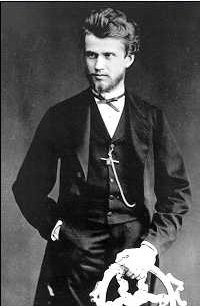
Eduard Nápravník.

Eduard Nápravník, född 24 augusti 1839, död 23 november 1916, var en tjeckisk tonsättare.
Nápravník kom efter läroår i Prag 1881 till Sankt Petersburg, där han blev 1:e kapellmästare vid kejserliga operan 1869 och dirigent för symfonikonserter. Han skrev fyra operor, däribland Dubrovskij (1895) och Francesca da Rimini (1903), symfonier, kammarmusik, pianostycken med mera.